# Història d'Artsakh
La història d'Artsakh és la història de l'actual República d'Artsakh, estat que, tot i que és de facto independent, no ha estat acollit per la comunitat internacional ni reconegut i que segons la legislació internacional forma part de l'Azerbaidjan. Aquest estat ha estat poblat al llarg de la seva històrica majoritàriament per armenis.
El nom de Karabakh deriva del turc i el persa, que significa 'Jardí Negre' de manera literal i va ser utilitzat des del segle xiii per fonts georgianes i perses per a referir-se al principat armeni que molts historiadors moderns coneixen amb el nom de Regne d'Artsakh o Principat de Khachen.

## Història antiga i prehistòria
La zona de l'actual República d'Artsakh fou coneguda pel poble que els arqueòlegs coneixen com la Cultura de Kura-Araxes que era localitzada entre els dos rius que porten aquests noms. La història antiga de la regió és poc coneguda sobretot degut a la poca quantitat de fonts històriques que en parlen.

## Llegenda d'Aran
Segons les tradicions locals la zona dels dos valls dels rius Kura i Araxes fou el lloc a on es van assentar primer els descendents de Noé. Segons una tradició que data del segle v, un cap local que es deia Aran (Առան) fou nomenat pel rei armeni Vologès III de Pàrtia com a primera governador de la província. Autors antics armenis com Movses Khorenatsi i Movses Kaghankatvatsi van considerar que Aran fou l'avantpassat dels habitants d'Artsakh i d'Uti. El descendent d'Aran, Haik, donarà nom als armenis.

## Artsakh, una Província del Regne d'Armènia

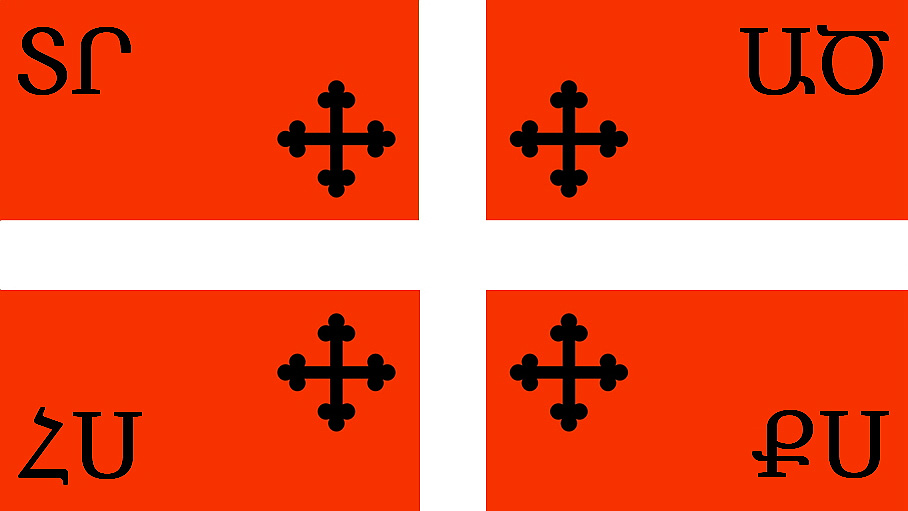
Bandera estàndard del Principat de Khachen (Regne d'Artsakh) durant el regnat del Gran Príncep Hasan Jalal Vahtangian (1214-1261)

Les primeres inscripcions que mencionen l'actual zona d'Artsakh són unes inscripcions del rei d'Urartu Sardur II (763-764 aC) que s'han trobat a la vila de Tsovk, a Armènia i que designen la regió amb el nom d'Urtekhini. Ja en l'època romana hi ha un text d'Estrabó que diu que la regió d’Orkhistena era el lloc d'Armènia a on hi havia més cavallers, tot i que no hi ha cap font que manifesti exactament quan Artsakh va passar a formar part d'Armènia, però hi ha evidències arqueològiques que a la ciutat moderna d'Agdam hi ha jaciments amb restes dels segles V-VI aC que tenen objectes molts similars als que es trobaven a Armènia i que aquesta ciutat ja existia des del segle xiv aC. Segons Estrabó i altres autors de la seva època, la frontera entre l'Armènia Sofene i l'Albània del Caucas se situava en el riu Cyrus (riu Kura). Artsakh està situat molt més al sud que aquest riu i això podria fer que aquest formés part d'Albània del Caucas o d'algun altre estat que ja no existia a finals del segle iv aC. Hi ha molts documents d'aquests moments que demostren que Artsakh formava part del Regne d'Armènia.
Els antics habitants d'Artsakh parlaven un dialecte especial de l'armeni, cosa de la qual dona notícia l'autor de la gramàtica armènia, Stepanos Siunetsi (700 aC).

## Mashtots i Període Aranshakhik

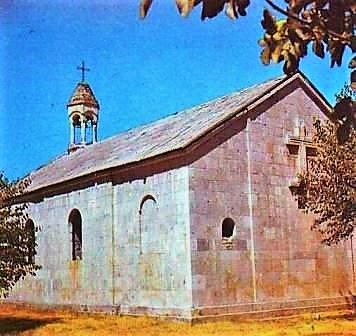
Monestir d'Amaras,.

L'any 469 el Regne d'Albània del Caucas es va convertir en una marzpan (província de frontera) de l'Imperi Sassànida i a principis del segle iv el cristianisme va penetrar a Artsakh. A començaments del segle v, amb la creació de l'alfabet armeni per Mesrop Mashtots Armènia i sobretot Artsakh va patir un creixement important de la cultura i s'hi van fundar les primeres escoles armènies al Monestir d'Amaras. Al segle V la part oriental d'Armènia, inclosa Artsakh continuava formant part de l'Imperi Persa i el 451 els armenis es van aixecar en revolta a la Guerra de Vardar contra la política d'expansió del zoroastrisme persa que va posar les bases d'una lluita de la gent d'Artsakh contra el jou estranger. A finals del segle V Artsakh i Utik es van unir sota el lideratge de la sàtrapa sassànida d'Arran. Durant els inicis del segle vii el marzpanat d'Albània es va trencar en molts petits principats. Al sud de ÇArtsakh i Utik s'hi va crear un principat armeni separat, que coincidia amb Arran, la gent del qual es va convertir al cristianisme i es va armenitzar ràpidament. A la segona meitat del segle vii va començar el domini àrab, però la vida política i cultural d'Artsakh no havia cessat. Ente els segles vii i viii ja s'havia conformat una cultura cristiana pròpia a la zona i hi va haver monestirs que van esdevenir importants com Amaras, Orek, Katarovank i Djrvshtik.

## Principats armenis de Dizak i Khachen

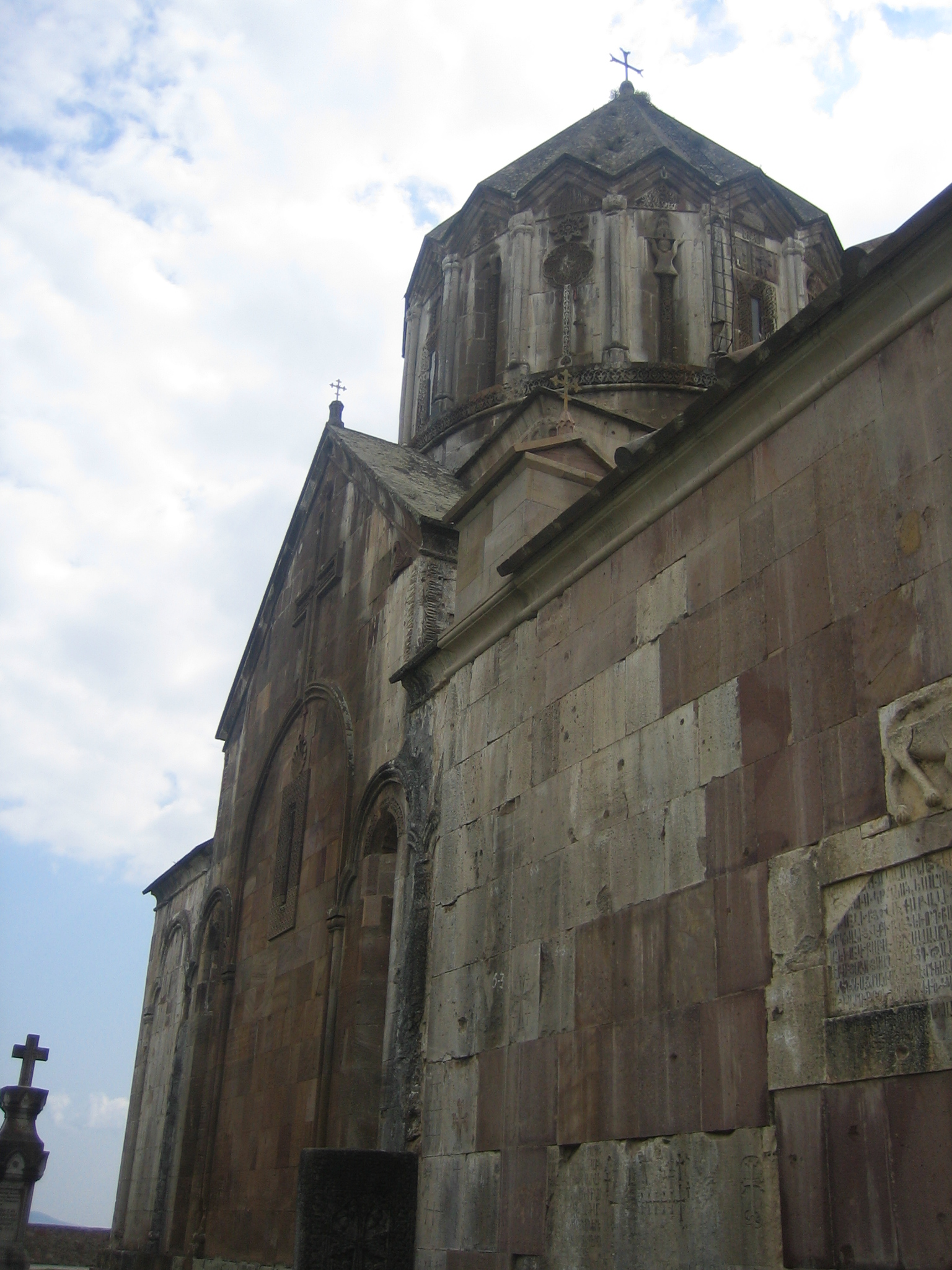
Primer pla de l'església que hi ha dins el complex del monestir de Gandzasar,.

Durant el segle ix els principats Khachen i Dizak van assolir el poder i van fer que a la regió es visqués un dels seus períodes més florents. Cap al segle xiii es van construir a la regió les esglésies i monestirs més destacats i que són considerades les peces claus de l'arquitectura armenia: el monestir de Gandzasar, la Catedral del monestir de Dadi i la catedral de Gtchavank.
Durant les dècades de 1230 i de 1240 els tàtars i els mongols van conquerir la Transcaucàsia. Al segle xiv van rebre atacs de les federacions de pobles turquesos, Qara Qoyunlu i Aq Qoyunlu. Artsakh, durant aquest període es va passar a dir Karabakh (jardí negre) per primera vegada, però aquest nom es referia, a banda d'Artsakh, a tota la zona entre els rius Arax i Kura que els nòmades turquesos van començar a dominar. Degut als llargs segles de domini musulmà hi va haver casaments entre armenis i iranians que van provocar que els armenis adoptessin elements de la cultura musulmana persa-turca com la llengua, els noms personals, la música i la poligàmia.

## Melikdoms armenis

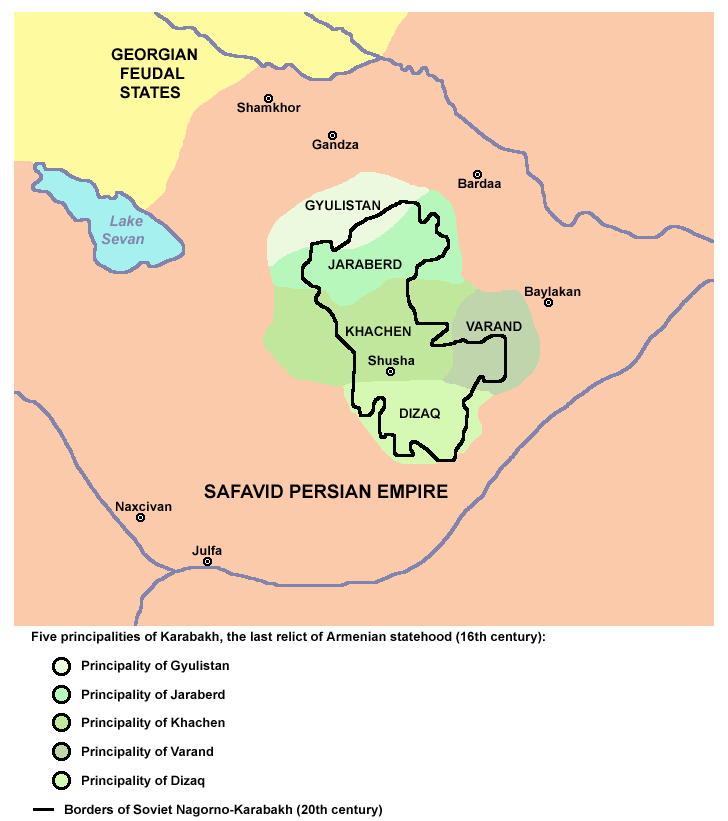
Els cinc principats de Karabakh (Gyulistan, Jaraberd, Khachen, Varand, Dizaq)

El principat de Khachen va existir fins als segles XVI-XVII, quan es va trencar en cinc petits principats (melikdoms):
1. Giulistan o Melikdom de Talish que incloïa el territori que va des de Gandja fins a la llera del riu Tartar.
2. Dzraberd o Melikdom de Charaberd, situat al territori entre el riu Tartar i el riu Khachenaget.
3. El Melikdom de Khachem entre el riu Khachenaget i el riu Karkar.
4. El Melikdom de Varandal que inclou el territori entre Karkar i la falda meridional de les muntanya Big Kirs.
5. El Melikdom de Dizak que ocupava la zona entre la falda meridional de la muntanya Big Kirs i el riu Arax.

Aquests melikdoms que rebien el nom de Khamsa (els cinc en àrab) al principi eren subordinats del Kanat Ganja de Pèrsia però van continuar tenint un ampli grau d'autonomia durant quatre segles. A principis del segle xviii el geni militar persa Nàdir-Xah Afxar va col·locar la regió directament sota el seu control mentre els meliks armenis van adquirir el comandament dsuprem dels principats armenis veïns i dels kans musulmans del Caucas per a premiar-los per les seves victòries davant els invasors turcs otomans el 1720. while being under Persian domination. In the early 18th century, Persia's military genius and new ruler, Nadir shah took Karabakh out of control of Ganja khans in punishment for their support of the Safavids, and placed the region directly under his own control. At the same time, the Armenian meliks were granted supreme command over neighboring Armenian principalities and Muslim khans in Caucasus, in return for the meliks' victories over the invading Ottoman Turks in 1720s.

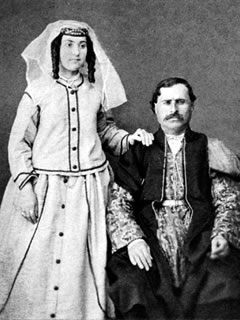
Vell retrat d'una família armènia de principis del segle XX a Artsakh

Gràcies als meliks, a finals del segle xvii comença a néixer la idea de la voluntat de la independència d'Armènia de Pèrsia. En aquest període es van fer esforços armats i diplomàtics nacionalistes liderats per polítics com Israel Ori i Yesai Jalalian. Al segle xviii, davant la inestabilitat política i a la manca de poder efectiu de Pèrsia, Turquia i Rússia esperaven el trencament d'aquest imperi. Els russos van utilitzar els georgians i els armenis i els turcs els muntanyencs del Daguestan per a minar l'Imperi Persa.
El 1722 Pere I de Rússia va iniciar la Guerra russo-persa (1722-1723). Al principi de la guerra els russos van ocupar Derbent i Bakú i els armenis es van unir amb els georgians i van formar un exèrcit a Artsakh. Però, Pere el Gran no va complir les seves promeses i va aconsellar els armenis d'Artsakh que abandonessin la seva terra natal i es traslladessin a Derbent, Bakú, Gilan i Mazandaran a on els russos hi estaven consolidant el seu control. El 12 de juliol de 1724 Rússia va signar un tractat amb Turquia en el que li deixava a aquest últim les mans lliures per ocupar tota la Transcaucàsia. Aquest any les tropes otomanes van envair Artsakh, on els armenis van lluitar per mantenir la seva independència però sense l'ajuda promesa dels russos. Tot i això, la marxa de Pere el Gran va donar un nou impuls a la lluita dels armenis.
A la dècada de 1720 els armenis van formar tres hosts en tres campaments militars (o Skhnakhs). Aquest exèrcit liderat per un Consell de caps militars en el que els catòlics de Gandsasar hi van tenir una gran influència va resistir un llarg temps contra l'exèrcit regular otomà. El 1733 l'exèrcit armeni liderat per Nadir Shah va obtenir una gran victòria sobre l'exèrcit otomà que hi havia als quarters hivernals de Khamsa.

## Kanat de Karabagh

### Domini rus

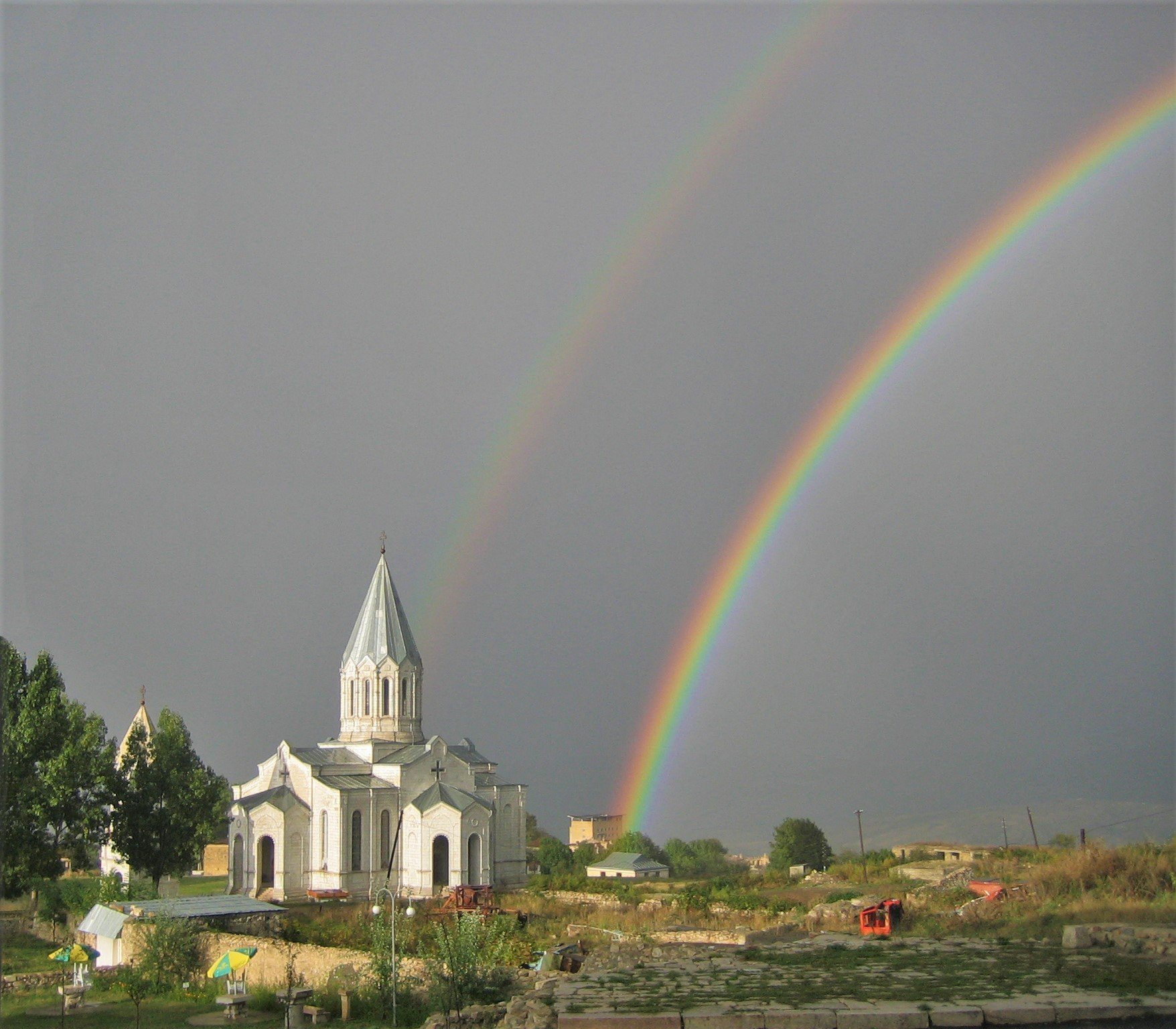
Construcció de la Catedral de Ghazanchetsots a Shushi fou completada el 1887.

L'Imperi Rus va consolidar el seu domini sobre el Kanat de Karabakh després dels dos tractats que van posar fi a les dues guerres russo-perses, el Tractat de Gulistan i el Tractat de Turkmantxai quan aquest va deixar de formar part de Pèrsia per a passar a mans russes. El 1822 es va eliminar el Kanat de Karabakh i molts armenis de Pèrsia van emigrar cap a la nova província armènia sobretot en la zona dels cinc principats tradicionals i van passar a esdevenir majoria en aquest territori per sobre dels Tàtars Uzbecs.
Durant el segle xix la ciutat de Susha va esdevenir una de les més importants de la Transcaucàsia. En aquesta, el 56,5% de la seva població eren armenis i el 43,2% eren tàtars azerís i entre 1874 i 1920 hi havia 21 diaris i revistes a la ciutat, 19 de les quals eren en armeni i només 2 en rus.
Durant la primera Revolució russa de 1905 hi hagueren conflictes armats entre els armenis i els azerís.

### 1917-1919

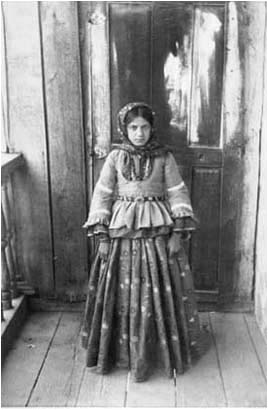
Un jove de Shusha amb vestits nacionals

Durant la Revolució Russa (1917) el Gran Duc Nicolau Nikolàievitx Romànov el Jove va establir la República Democràtica Federal de Transcaucàsia de la que Artsakh en passà a formar part. Després de la Revolució d'Octubre de 1917 a Bakú s'hi va establir un govern local soviètic liderat per l'armeni Stepan Shaumyan.
El maig de 1918 la República Democràtica Federal de Transcaucàsia es va dissoldre i es va separar en els estats de la República Democràtica d'Armènia, la República Democràtica de l'Azerbaidjan i la República Democràtica de Geòrgia.
El març de 1918 va augmentar les tensions ètnico-religioses i va començar un conflicte entre els armenis i azerís a Bakú. Els bolxevics van donar suport als armenis, ja que acusaven als milicians azerís de pan-turquisme. Durant els Dies de Març van morir entre 3.000 i 12.000 persones i els musulmans foren expulsats de Bakú. En aquestes circumstàncies, el govern de l'Azerbaidjan va declarar la incorporació de Karabakh en la nova República Democràtica de l'Azerbaidjan, tot i que Nagorno-Karabakh i Zangezur no van reconèixer pertànyer a la seva sobirania i dos consells de districte armenis van prendre el poder en les seves mans i van organitzar i liderar la lluita contra l'Azerbaidjan.
El 22 de juliol de 1918 es va celebrar el Primer Congrés Nacional Armeni de Karabagh que va proclamar una unitat administrativa-política independent i van nombrar el Consell Nacional com a Govern del Poble. Aquest va nombrar a Yeghishe Ishkhanian com a Primer Ministre i a Melitset Yesayan com a Secretari i van publicar el diari Westnik Karabakha. El setembre es va celebrar el Segon Congrés del Govern del Poble dels Armenis de Karabagh que fou rebatejat com a Consell Nacional Armeni de Karabagh. El 24 de juliol el Govern de Karabagh va adoptar l'objectiu d'establir un poder estatal.
El 31 d'octubre de 1918 l'Imperi Otomà va admetre la seva derrota en la Primera Guerra Mundial i les seves tropes es van retirar de Transcaucàsia i les forces militars britàniques les van reemplaçar el desembre i van controlar la zona. Els anglesos van ajudar el govern azerí perquè aquest recuperés el control sobre Artsakh. En la Conferència de Pau de París de 1919 Artsakh va quedar incorporada a Azerdbaidjan. Al mateix temps, els britànics van donar suport al fet que aquest estat s'independitzés de la Unió Soviètica. El 15 de gener de 1919 el govern azerí amb el suport de l'exèrcit britànic va nombrar a Khosrov bey Sultanov com a governador general de Nagorno-Karabagh pel Quart Congrés Armenis de Karabagh celebrat a Sushi el 19 de febrer, ja que defensava el dret a l'autodeterminació del seu poble.
Com que el nou governador no va poder subjugar a la força Artsakh, l'abril de 1919 va anar personalment a Susha per a obligar el Consell Nacional de Karagagh a que reconegués el domini de l'Azerbaidjan. El 23 d'abril es va celebrar el Cinquè Congrés Nacional Armeni que va rebutjar aquest domini i va acusar els azerís de matar, ferir i robar a armenis, dient que aspiraven a destruir els armenis. Sultanov, després del rebuig armeni, va decidir aixafar els armenis d'Artsakh amb la força de les armes i va enviar l'exèrcit azerí a les fronteres de Nagorno-Karabagh. A principis de juny va atacar la capital armènia situada a Susha i milícies manades pel germà de Sultanov van massacrar 580 armenis al poble de Gayballu. Les tropes angleses van donar llibertat d'acció als azerís. Al juny es va celebrar també el Sisè Congrés Armeni de Karabagh, en el que hi van tenir representants l'exèrcit britànic i el govern azerí. L'objectiu d'aquest congrés era arribar a un acord entre els armenis i els azerís, ja que els armenis van ser obligats a negociar degut a l'assalt armat de l'exèrcit azerí.
El 13 d'agost es va tornar a reunir el Congrés dels Armenis de Karabagh per a guanyar temps i a concentrar les seves forces i van decidir arribar a l'acord que Artsakh formés part de la República de l'Azerbaidjan de manera íntegra a canvi que l'exèrcit azerí no pogués entrar al territori en temps de pau.
El febrer de 2020 Azerbaidjan va començar a introduir paramilitars a Artsakh i els armenis de Karabagh van declarar que Sultanov havia organitzat gàngsters tàrtars i kurds per a massacrar els armenis.

### 1920-1921
El 19 de febrer Sultanov va demanar al Consell Nacional dels Armenis del Karabagh que solucionessin la seva incorporació a l'Azerbaidjan, i el vuitè Congrés (23 febrer-4 de març) van refusar-ho perquè van acusar que Sultanov havia infringit els acords de pau important armes a Artsakh sense el seu permís i que provoqués l'assassinat d'armenis, sobretot la massacre del 22 de febrer de Khankendy, a Askeran. Mentrestant, les aspiracions i desitjos dels azerís d'Artsakh havien estat violades pels armenis. El Congrés Nacional Armeni va avisar els representants diplomàtics i militars dels estats aliats de l'Entesa que es tornarien a defensar.

#### Guerra de Nagorno-Karabagh de 1920

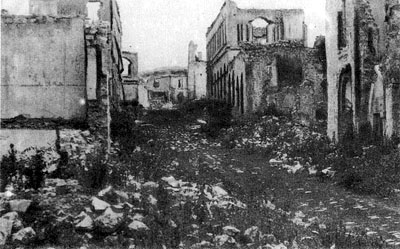
Ruines dels quarters armenis a Şuşa després que els tàrtars cremessin la ciutat el març de 1920

Entre el març i l'abril del 1920 hi va haver la Guerra de Nagorno-Karabagh entre Azerbaidjan i Armènia. Es va iniciar amb una revolta de la població armènia que, el 22 de març va trencar l'armistici i va atacar Askeran i Khankendi de manera inesperada. L'atac armeni contra la guarnició azerí de Shusha va fallar i l'exèrcit azerí va cremar els barris armenis de la ciutat i va massacrar la població. Durant aquests càstigs, Khrsrov-bek Sultanov va declarar als musulmans que estaven fent la guerra sagrada i els va cridar a aniquilar finalment els armenis de la ciutat de Susha, fins i tot amb les dones i els nens. Les fonts armènies donen diferents xifres de pèrdues, entre els 500 morts de R. Hovannisian fins als 35.000. Segons la Greater Soviet Encyclopedia, durant els esdeveniments militars es va perdre el 20% de la població de Nagorno-Karabagh (més de 30.000 persones), el 94% dels quals foren adults. La població de Susha va perdre uns 9.000 habitants i a finals del segle XX tenia uns 5.000 habitants.
El curs de la guerra fou el següent: El 3 d'abril els azerís recuperaren Askeran, el 7 d'abril l'exèrcit azerí va anar de Susha cap al sud i cap al nord al mateix temps. El 12 d'abril, els azerís es van detenir a Giulistan. Els armenis van aconseguir frenar els azerís a Khachen i aquests només havien pogut destruir alguns llogarets a la vall del riu Khachen. Els armenis van atacar algunes poblacions azerís (ho negaren de manera oficial). Tot i això els exèrcits armenis del front de Zangezur comandats pel general Drastamat Kanayan van arribar fins a la frontera amb Azerbaidjan. Així, la situació estratègica havia canviat de manera dràstica i els armenis van començar a preparar-se per a la tempesta de Susha.
L'abril del 1920 es va celebrar el Novè Congrés dels Armenis de Karabagh que va proclamar que Nagorno-Karabagh era una part essencial d'Armènia. però la intervenció directe de les tropes russes van ajudar que els azerís recuperessin el control de la zona.

### Època soviètica: 1921 - 1991

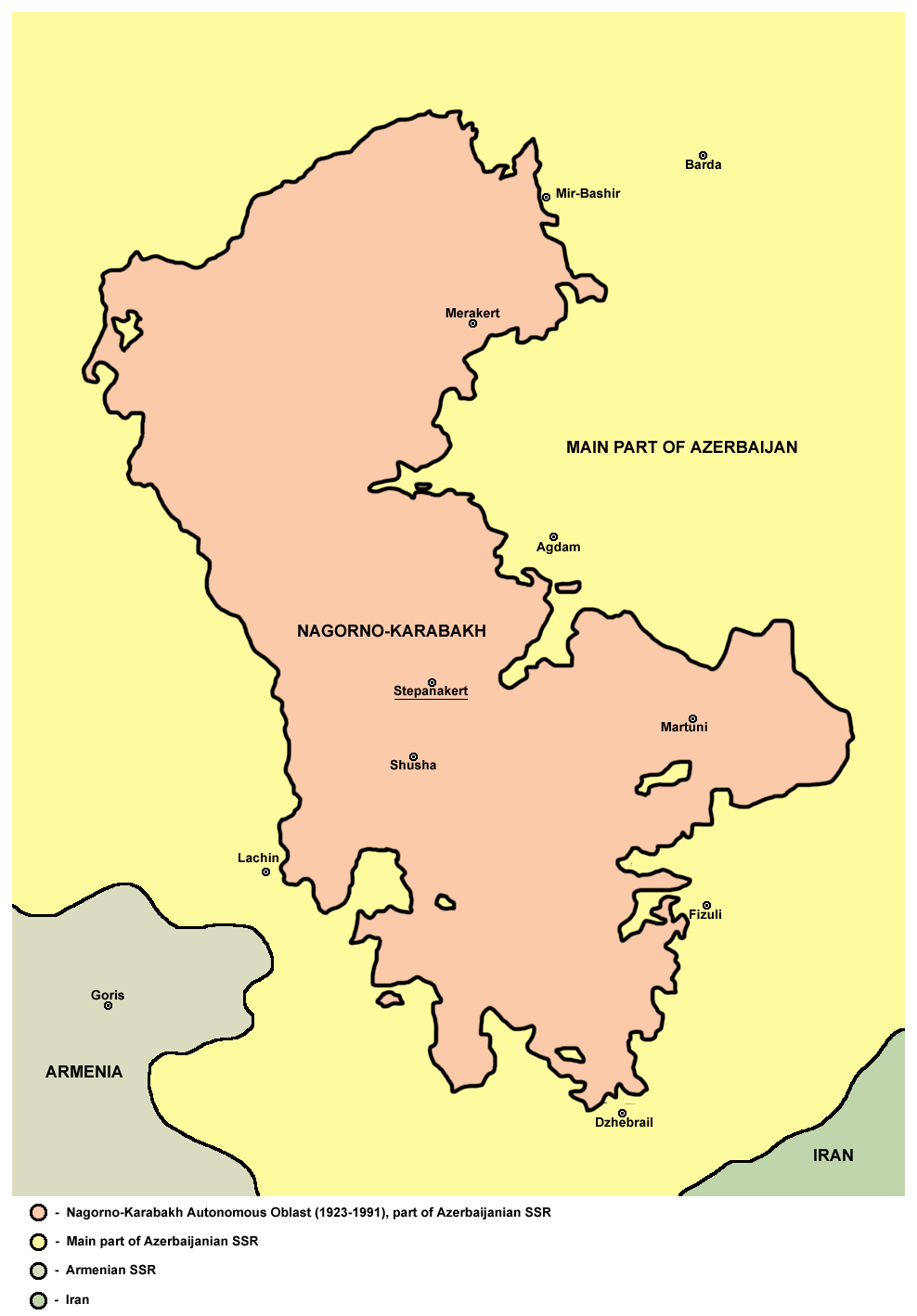
Mapa de l'Oblast Autònom de Nagorno-Karabakh i les seves principals ciutats

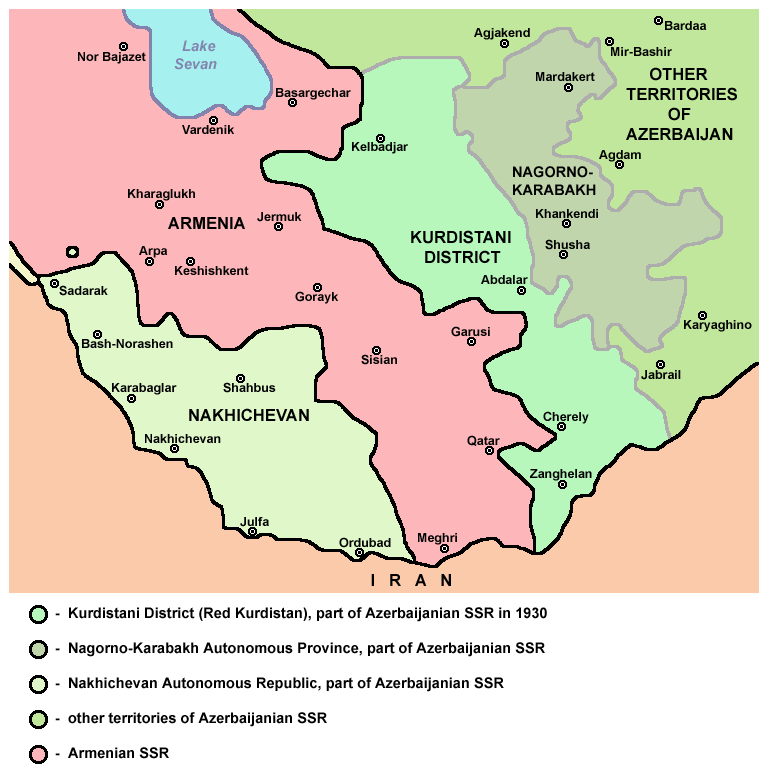
Mapa de l'Oblast Autònom de Nagorno-Karabakh i del Districte de Kurdistani el 1930

El 1921 Armènia i Geòrgia va caure sota els bolxevics que els van prometre que atorgarien Karabakh a Armènia, juntament amb dues altres zones en disputa que tenien una població ètnicament mixta, la República Socialista Soviètica Autònoma de Nakhtxivan i Siunia que pertanyien de facto a Armènia. De totes maneres, Moscou també tenia plans de llarg abast relacionats amb Turquia, a on creien que s'hi podia desenvolupar el comunisme. Per això, per apaigavagar Turquia els bolxevics no només van transferir Karabakh a l'Azerbaidjan, si no també la zona de Naxçivan que formava part d'Armènia i aquesta república només va mantenir la petita zona de la Siunia (Zangezur). Així, el 1923 l'Oblast Autònoma de Nagorno-Karabakh va ser situada dins la República Socialista Soviètica de l'Azerbaidjan, segons els interessos de Joseph Stalin, qui va prendre decisions arbitràries que no vetllaven pels interessos nacionals.
Durant els 65 anys de l'existència de la Regió Autònoma, els armenis d'Artsakh consideren que van ser objecte de diverses restriccions per part del govern àzeri. L'essència del descontentament armeni resideix en el fet que les autoritats de l'Azerbaidjan van trencar deliberadament els vincles entre l'oblast i Armènia i van fer una política de desarmenització de la regió oprimint la població armènia i descuidant les seves necessitats econòmiques. Segons el cens del 1979 l'Oblast Autònom de Nagorno-Karabakh tenia 162.200 habitants, dels que 123.100 eren armenis (75,9%) i 37.300 (22,9%) eren azerís. Els armenis ho comparaven amb les dades de 1923, quan el 94% de la població d'Artsakh pertanyien al seu grup ètnic. A més a més, el 1980 a Artsakh hi havia 85 pobles armenis (30%) que havien estat liquidats. Així, els armenis van acusar el govern de Bakú de mantenir una política deliberada de discriminació i reemplaçament amb l'objectiu de suplantar absolutament tots els armenis d'Artsakh com havia passat a la regió autònoma de Nakhtxivan, a on els armenis havien passat del 40% el 1917 fins al 0% el 1999.
A finals de la dècada de 1980 i a principis de 1990 va reaparèixer la qüestió de nagorno-Karabakh amb el començament de la dissolució de la Unió Soviètica. El 20 de febrer de 1988 es va celebrar un referèndum extraoficial sobre la reinserció de Nagorno-Karabakh a Armènia en la que hi van participar 80.000 persones. En aquest referèncdum, la sessió de l'Oblast de Nagorno-Karabakh va aprovar les apel·lacions als soviets suprems de la Unió Soviètica, Azerbaidjan i Armènia per a demanar-los que autoritzessin la secessió d'Artsakh de l'Azerbaidjan per a adherir-lo a Armènia. Això va causar indignació entre la població azerí que va començar a reunir multituds per a anar a "posar les coses en ordre" a Artsakh. El 24 de febrer de 1988 hi va haver una confrontació directe entre armenis i azerís a prop d'Askeran (frontera d'Artsakh) en la que 50 armenis van resultar ferits i 2 azerís morts per un armeni mentre que A. Katusev, Diputat General de la Unió Soviètica va mencionar a la televisió central russa que l'assassí era armeni i a la ciutat de Sumgait, a on hi havia molts refugiats armenis van començar una progrom que va durar tres dies i que, segons les investigacions oficials van provocar 32 morts (26 armenis i 6 azerís), tot i que la Biblioteca del Congrés dels Estats Units considera que hi va haver més de 100 morts armenis. A més a més hi va haver atacs similars contra armenis a les ciutats de Spitak, Gugark i altres pobles. Fonts azerís diuen que a Armènia hi va haver 216 víctimes d'aquest grup ètnic a Armènia. Però el KGB d'Armènia que ho va investigar, va demostrar que la majoria dels que estaven en aquesta llista vivien en altres llocs de la Unió Soviètica.

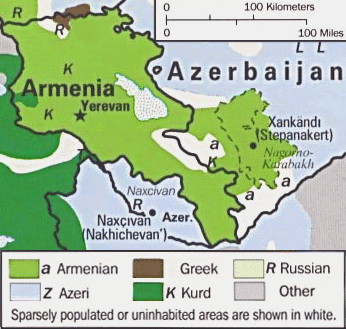
Grups ètnics a la regió el 1995.(Vegeu el mapa sencer)

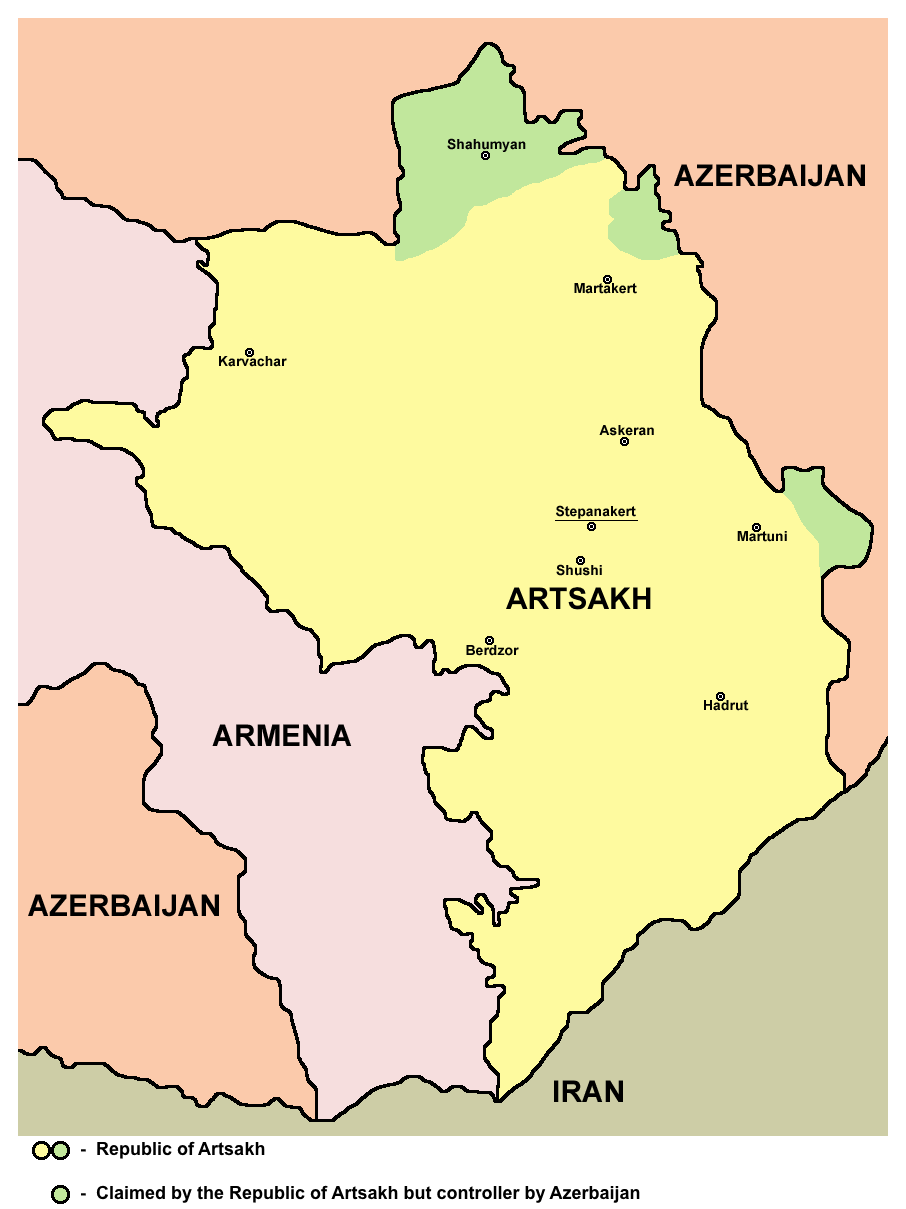
República de Nagorno-Karabagh moderna.

Es van produir diverses pogroms contra les minories a Armènia i l'Azerbaidjan i hi va haver un nombre important de refugiats. A la tardor de 1989 van intensificar-se els conflictes interètnics a la regió. A finals d'aquest any el Consell Nacional de Nagorno-Karabagh va proclamar la unificació del seu territori amb Armènia i a mitjans de gener de 1990 manifestants azerís a Bakú es van amotinar contra els armenis de la ciutat. El govern de Moscou només va intervenir quan ja havien fugit gairebé tots els armenis de la capital azerí i van enviar l'exèrcit soviètic per a reprimir el Front Popular de l'Azerbaidjan (FPA) i van proclamar a Mutalibov com a president de l'Azerbaidjan. Les tropes russes van matar 122 azerís in Gorbachov va denunciar que el FPA volia establir una República islàmica. Cal esmentar, però que l'exèrcit rus no va ser enviat per a protegir els armenis si no per a prevenir que el FPA prengués el control total de la república azerí, ja que durant els pogroms contra els armenis hi havia prou soldats soviètics per a prevenir la violència en la que gairebé tots els 300.000 armenis de Bakú van patir tortures, massacres o violència i el govern de Moscou mai havia enviat una ordre de protecció de la població.
En el desembre de 1991 es van fer referèndums arreu de la Unió Sovètica. A Artsakh, la majoria dels armenis hi van aprovar la creació d'un estat independent (els azeris el van boicotejar). Tot i això, segons la Constitució de l'URSS, només podien votar la seva independència les 15 repúbliques soviètiques i Nagorno-Karabagh no n'era cap. Els soviètics van proposar que es millorés la seva autonomia però aquesta solució no satisfeia cap de les dues parts i l'Azerbaidjan va atacar militarment la regió, cosa que va provocar la guerra entre Nagorno-Karabakh i l'Azerbaidjan.

### La guerra de Nagorno-Karabakh, 1991
La guerra que va passar entre el 1991 i el 1994 va acabar amb la victòria dels armenis i amb la independència de la regió i la creació de la República d'Artsakh. L'auto el foc (no oficial) es va firmar el 12 de maig de 1994 i avui en dia encara continuen les negociacions de pau. Els azerís d'Artsakh van abandonar la regió i desenes de milers d'armenis que vivien a la regió de Shahumyan van ser expulsats també a través del corredor de Lachin.